# Johann Olav Koss
Johann Olav Koss (ur. 28 października 1968 w Drammen) – norweski łyżwiarz szybki, wielokrotny medalista olimpijski i mistrzostw świata oraz czterokrotny zdobywca Pucharu Świata. Ambasador dobrej woli UNICEF.

## Kariera
Uchodzi za jednego z najlepszych panczenistów w historii tej dyscypliny. Specjalizował się w długich dystansach. Pierwszy medal wywalczył w 1990 roku, kiedy zwyciężył podczas mistrzostw świata w wieloboju w Innsbrucku. Sukces ten powtórzył na mistrzostwach świata w Heerenveen w 1991 roku oraz mistrzostwach świata w Göteborgu trzy lata później. W tej samej konkurencji był też drugi za Holendrem Falko Zandstrą na mistrzostwach świata w Hamar w 1993 roku oraz trzeci podczas mistrzostw świata w Calgary w 1992 roku. W zawodach tych wyprzedzili go jedynie Włoch Roberto Sighel i Falko Zandstra.
W 1992 roku brał udział w igrzyskach olimpijskich w Albertville, gdzie zwyciężył w biegu na 1500 m. Cztery dni później zajął też drugie miejsce na dystansie 10 000 m, ulegając Bartowi Veldkampowi z Holandii. Na rozgrywanych w 1994 roku igrzyskach w Lillehammer zwyciężał na dystansach 1500, 5000 i 10 000 m, przy czym w ostatnim biegu ustanowił rekord świata.
Wielokrotnie stawał na podium zawodów Pucharu Świata, odnosząc przy tym 23. zwycięstwa. W sezonach 1990/1991 i 1993/1994 zwyciężał w klasyfikacji końcowej na 5000 m/10 000 m, w sezonach 1991/1992 i 1992/1993 był drugi, a sezon 1989/1990 zakończył na trzecim miejscu. Ponadto w sezonach 1989/1990 i 1990/1991 wygrywał też klasyfikację na 1500 m, a w sezonie 1991/ był drugi.
Był czterokrotnym mistrzem Norwegii (1991–1994). W latach 1990, 1991 i 1994 otrzymywał Nagrodą Oscara Mathisena. W 1994 roku zakończył karierę.
Łącznie dziesięciokrotnie bił rekordy świata.

### Mistrzostwa świata
- Mistrzostwa świata w wieloboju
  - złoto – 1990, 1991, 1994
  - srebro – 1993
  - brąz – 1992